# Степова (зупинний пункт, Шевченківська дирекція Одеської залізниці)
Степова́ (також 195 км) — пасажирський зупинний пункт Шевченківської дирекції Одеської залізниці.
Розташований у західній частині села Розсохуватка Катеринопільського району Черкаської області на лінії Христинівка — Багачеве між станціями Звенигородка (20 км) та Тальне (9 км).
Зупиняються приміські дизель-поїзди сполученням Черкаси — Христинівка — Умань.